# Portul Pireu
Portul Pireu este cel mai mare port grec și unul dintre cele mai mari porturi din Marea Mediterană și din Europa.
Portul Pireu a servit ca port al Atenei încă din antichitate. Astăzi, Portul Pireu este un angajator important în regiune și este operat de către Autoritatea Portuară Pireu S.A. (PPA).
Cu aproximativ 18,6 milioane de pasageri Pireu a fost cel mai aglomerat port de pasageri din Europa în 2014. Începând din 2009 capacitatea de manipulare a containerelor a crescut rapid. Prin Pireu a trecut în 2016 o cantitate de mărfuri de 3,67 milioane TEU (2015: aproximativ 3,32 milioane TEU). Potrivit listei alcătuite de Lloyd cu primele 100 de porturi de containere din 2015 Pireul s-a clasat pe locul 8 în Europa și pe locul 3 în Marea Mediterană.

## Istoric

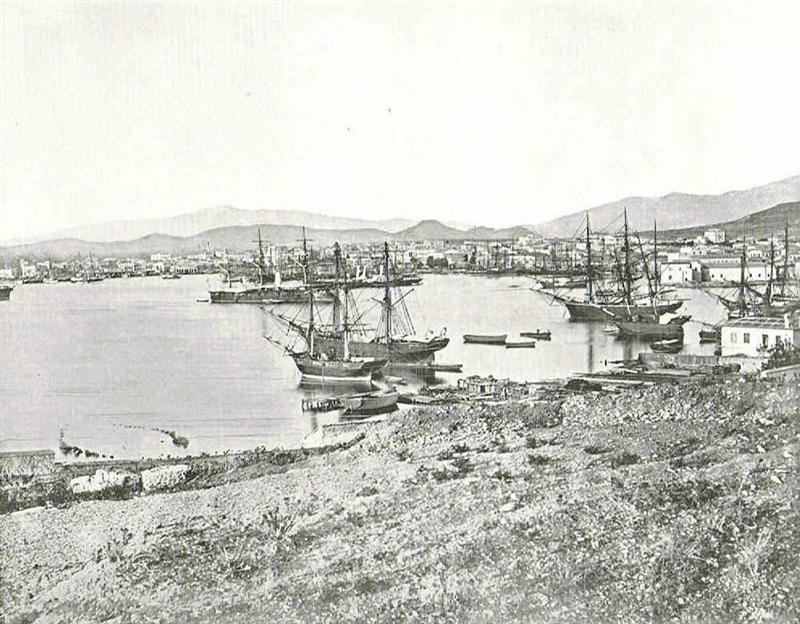
Portul în 1892.

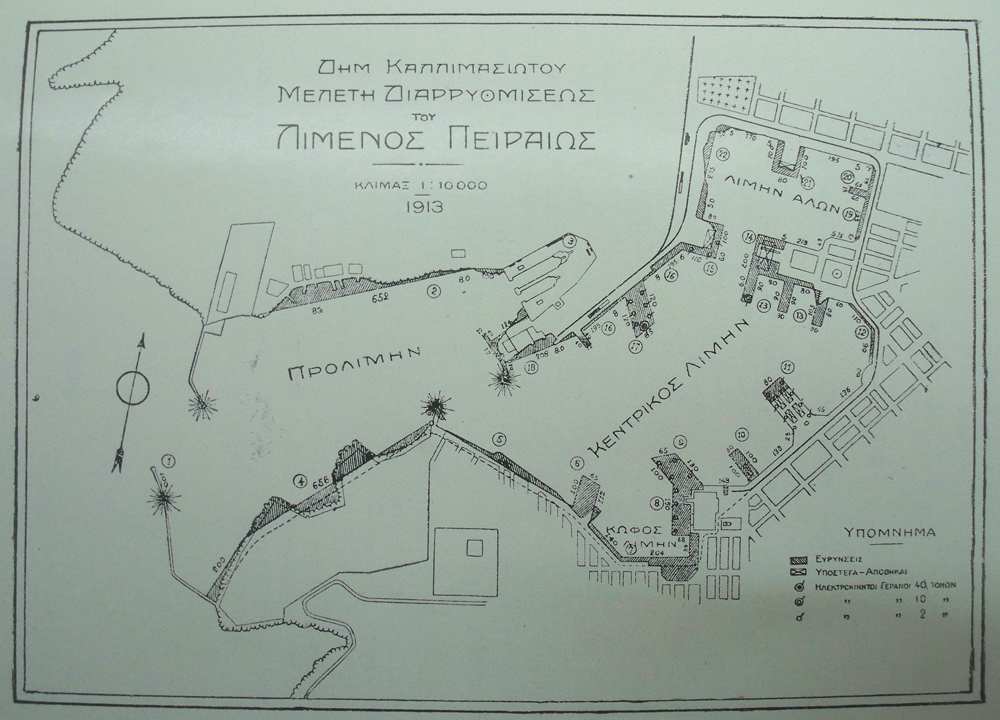
Planul de renovare al portului Pireu (1913).

Până în mileniul 3 î.Hr., Pireul era o insulă stâncoasă legată de continent printr-o fâșie joasă de pământ care era inundată de apa mării în cea mai mare parte a anului. Începând din acea perioadă zona a început să se colmateze și inundațiile au încetat, permițând astfel legătura permanentă a Pireului de Attica și amenajarea porturilor sale, portul principal Cantharus și porturile mai mici Zea și Munichia. În anul 493 î.Hr., Temistocle a început să fortifice orașul Pireu și mai târziu i-a sfătuit pe atenieni să profite de potențialul strategic al porturilor naturale. În 483 î.Hr., flota ateniană a părăsit vechiul port Phaleron și s-a mutat la Pireu, remarcându-se în Bătălia de la Salamina între orașele-state grecești și perși în 480 î.Hr. În următorii ani, Temistocle a inițiat construcția portului și a amenajat adăposturi pentru nave (neosoikoi), în timp ce Zidurile Temistocleene au fost finalizate în 471 î.Hr., transformând astfel Pireul într-un mare port militar și comercial, care a servit ca bază permanentă a puternicei flote ateniene. Cu toate acestea, în secolul al IV-lea î.Hr. a început o lungă perioadă de declin pentru Pireu; portul a fost folosit doar ocazional de flota bizantină și orașul a fost în mare parte părăsit în timpul ocupației otomane a Greciei.

### Prezent
În 2002 PPA și guvernul grec au semnat un contract de concesiune. Guvernul grec a concesionat terenurile, clădirile și facilitățile din zona portuară către Autoritatea Portuară Pireu pe o perioadă de 40 de ani. În 2008 durata contractului de concesiune a fost modificat de la 40 la 50 de ani. Prin această modificare, contractul de închiriere ar urma să se încheie în 2052.:42
Deoarece criza datoriei publice din Grecia a început la sfârșitul anului 2009, guvernul grec a planificat să privatizeze cât mai multe active de stat. Aceste active sunt considerate a fi în valoare de aproximativ 50 de miliarde de euro. Unul dintre aceste active este portul Pireu.
În octombrie 2009, Grecia a închiriat jumătate din portul de containere de la PPA către China Ocean Shipping (Group) Company (pe scurt: COSCO) pentru 35 de ani. Pentru prezența sa în port COSCO plătește 100 de milioane de euro în fiecare an.
În 10 august 2016 COSCO deținea o cotă de 51%, Fondul de Dezvoltare a Activelor Republicii Elene 23,14 % și alți investitori 25,86 % din Autoritatea Portuară Pireu.

## Terminale

### Terminalul de containere
Portul de containere este format din trei terminale:
- Terminalul 1 cu o capacitate totală de 1 milion de TEU,
- Terminalul 2, cu o capacitate totală de 3 milioane de TEU și
- Terminalul 3, finalizat în 2016, cu o capacitate totală de aproximativ 2,7 milioane de TEU.

Capacitatea totală este acum, prin urmare, de 6,7 milioane de TEU.

### Terminal Cargo
Terminalul cargo are o suprafață de depozitare de 180.000 de m2 și o capacitate de trafic anual de 25.000.000 tone.

### Terminale auto
Portul Pireu are trei terminale auto cu o lungime totală de 1,4 km, o suprafață de teren de 180.000 de m2, capacitate de stocare de 12.000 de mașini și o capacitate de transbordare de 670.000 de unități pe an.
În 2007, terminalul auto a fost tranzitat de 260.605 de camioane, 612.840 de autoturisme și 9.920 de autobuze.

### Terminal de pasageri

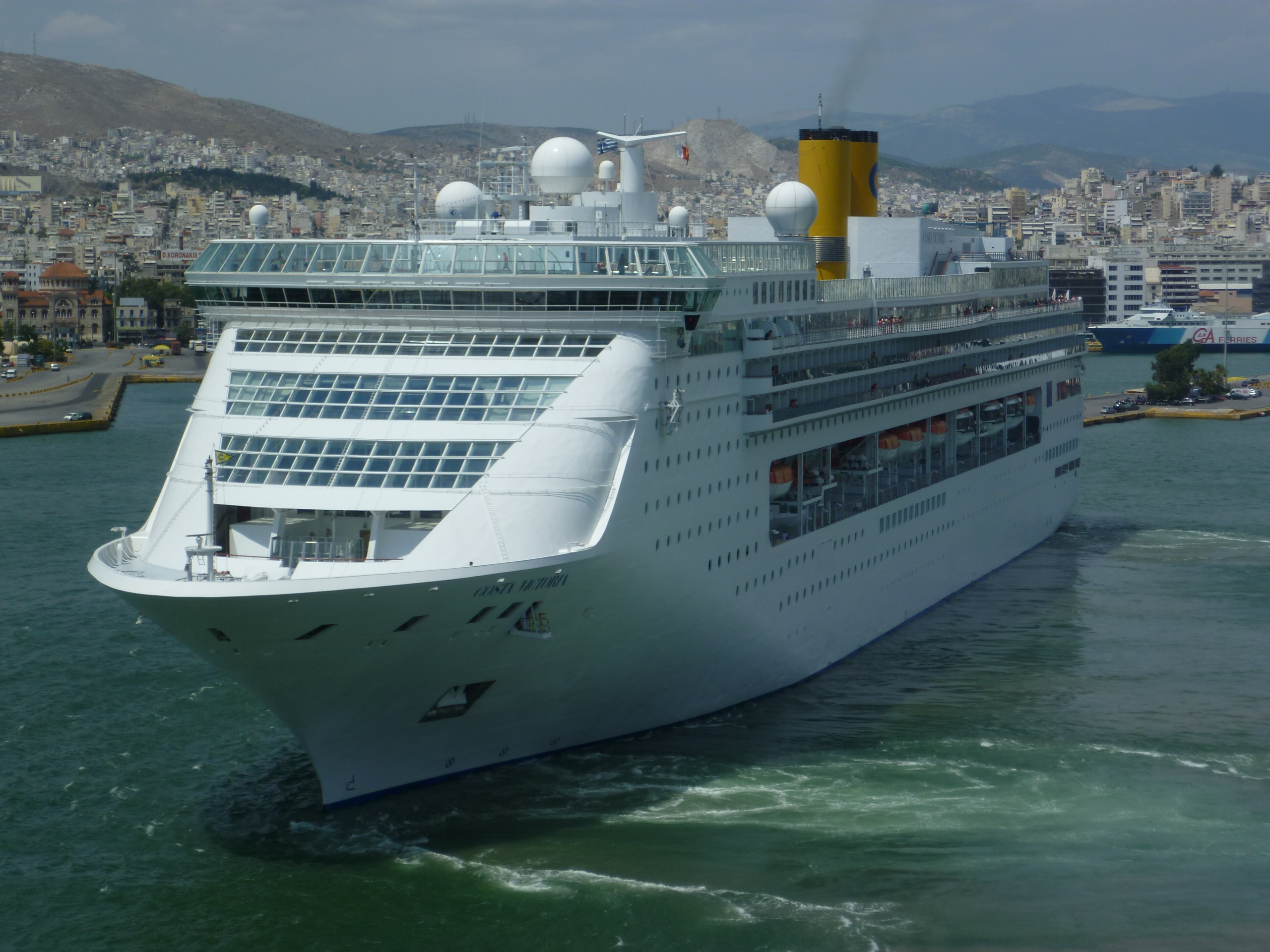
Nava de croazieră Costa Victoria în portul Pireu.

Portul Pireu este mai mare port de pasageri din Europa și unul dintre cele mai mari porturi de pasageri din lume, cu un trafic total de 21.522.917 de persoane în 2007 și 18.635.495 în 2014.
| Ani                | 2003       | 2004       | 2005       | 2006       | 2007       |
| ------------------ | ---------- | ---------- | ---------- | ---------- | ---------- |
| Pasageri autohtoni | 11.713,269 | 11.159.274 | 11.484.763 | 11.668.647 | 11,572,678 |
| Pasageri feribot   | 8.397.292  | 8.393.053  | 7.977.880  | 7.636.426  | 8,395,492  |
| Pasageri străini   | 823.339    | 757.552    | 925.782    | 1.202.190  | 1,554,747  |
| Trafic total       | 20.933.900 | 20.255.879 | 20.388.425 | 20.507.263 | 21,522,917 |